# Elias Lindholm
Elias Lindholm (né le 2 décembre 1994 à Boden en Suède) est un joueur professionnel suédois de hockey sur glace. Il évolue au poste d'attaquant. 

## Biographie

### Carrière en club
Formé au Gävle GIK, il est sélectionné au quatrième tour en 86e position lors du repêchage d'entrée dans la KHL 2011 par le SKA Saint-Pétersbourg. Il débute avec le Brynäs IF dans l'Elitserien en décembre 2011 où il côtoie son cousin, le centre Calle Järnkrok. L'équipe remporte le titre national en 2012. Il est choisi en cinquième position par les Hurricanes de la Caroline lors du repêchage d'entrée dans la LNH 2013. Le 4 octobre 2013, il joue son premier match dans la Ligue nationale de hockey avec les Hurricanes face aux Red Wings de Détroit. Six jours plus tard, il marque son premier but face aux Capitals de Washington.
Le 23 juin 2018, il est échangé aux Flames de Calgary en compagnie de Noah Hanifin contre Dougie Hamilton, Micheal Ferland et l'espoir Adam Fox.
Le 31 janvier 2024, les Canucks de Vancouver l’obtiennent en échange de l'attaquant Andreï Kouzmenko, des espoirs Hunter Brzustewicz, Joni Jurmo, d'un choix de premier tour et d'un choix conditionnel de quatrième tour du repêchage 2024 de la LNH.

### Carrière internationale
Il représente la Suède en sélections jeunes.

### Vie privée
Son père, Mikael, ainsi que son cousin, Calle Järnkrok, sont également joueurs de hockey professionnels.

## Statistiques

### En club
| Saison     | Équipe                    | Ligue         |     | Saison régulière | Saison régulière | Saison régulière | Saison régulière | Saison régulière |    | Séries éliminatoires | Séries éliminatoires | Séries éliminatoires | Séries éliminatoires | Séries éliminatoires |
| Saison     | Équipe                    | Ligue         | PJ  | B                | A                | Pts              | Pun              | PJ               | B  | A                    | Pts                  | Pun                  |                      |                      |
| 2010-2011  | Brynäs IF U20             | J20 SuperElit | 2   | 0                | 0                | 0                | 0                | 2                | 0  | 1                    | 1                    | 0                    |                      |                      |
| 2011-2012  | Brynäs IF U20             | J20 SuperElit | 36  | 14               | 35               | 49               | 45               | 2                | 1  | 1                    | 2                    | 16                   |                      |                      |
| 2011-2012  | Brynäs IF                 | Elitserien    | 12  | 0                | 0                | 0                | 0                | 2                | 0  | 0                    | 0                    | 0                    |                      |                      |
| 2012-2013  | Brynäs IF                 | Elitserien    | 48  | 11               | 19               | 30               | 2                | 4                | 0  | 0                    | 0                    | 4                    |                      |                      |
| 2013-2014  | Hurricanes de la Caroline | LNH           | 58  | 9                | 12               | 21               | 4                | -                | -  | -                    | -                    | -                    |                      |                      |
| 2013-2014  | Checkers de Charlotte     | LAH           | 6   | 1                | 2                | 3                | 4                | -                | -  | -                    | -                    | -                    |                      |                      |
| 2014-2015  | Hurricanes de la Caroline | LNH           | 81  | 17               | 22               | 39               | 14               | -                | -  | -                    | -                    | -                    |                      |                      |
| 2015-2016  | Hurricanes de la Caroline | LNH           | 82  | 11               | 28               | 39               | 24               | -                | -  | -                    | -                    | -                    |                      |                      |
| 2016-2017  | Hurricanes de la Caroline | LNH           | 72  | 11               | 34               | 45               | 16               | -                | -  | -                    | -                    | -                    |                      |                      |
| 2017-2018  | Hurricanes de la Caroline | LNH           | 81  | 16               | 28               | 44               | 18               | -                | -  | -                    | -                    | -                    |                      |                      |
| 2018-2019  | Flames de Calgary         | LNH           | 81  | 27               | 51               | 78               | 20               | 5                | 1  | 1                    | 2                    | 4                    |                      |                      |
| 2019-2020  | Flames de Calgary         | LNH           | 70  | 29               | 25               | 54               | 22               | 10               | 2  | 4                    | 6                    | 2                    |                      |                      |
| 2020-2021  | Flames de Calgary         | LNH           | 56  | 19               | 28               | 47               | 22               | -                | -  | -                    | -                    | -                    |                      |                      |
| 2021-2022  | Flames de Calgary         | LNH           | 82  | 42               | 40               | 82               | 22               | 12               | 5  | 4                    | 9                    | 6                    |                      |                      |
| 2022-2023  | Flames de Calgary         | LNH           | 80  | 22               | 42               | 64               | 14               | -                | -  | -                    | -                    | -                    |                      |                      |
| 2023-2024  | Flames de Calgary         | LNH           | 49  | 9                | 23               | 32               | 21               | -                | -  | -                    | -                    | -                    |                      |                      |
| 2023-2024  | Canucks de Vancouver      | LNH           | 26  | 6                | 6                | 12               | 4                | 13               | 5  | 5                    | 10                   | 4                    |                      |                      |
| Totaux LNH | Totaux LNH                | Totaux LNH    | 818 | 218              | 339              | 557              | 201              | 40               | 13 | 14                   | 27                   | 16                   |                      |                      |

### En équipe nationale
| Année | Équipe    | Compétition                          |    | PJ | B | A | Pts | Pun | +/-               |  | Résultat |
| 2012  | Suède U18 | Championnat du monde moins de 18 ans | 4  | 2  | 1 | 3 | 2   | 0   | Médaille d'argent |  |          |
| 2013  | Suède U20 | Championnat du monde junior          | 6  | 2  | 2 | 4 | 4   | -1  | Médaille d'argent |  |          |
| 2014  | Suède U20 | Championnat du monde junior          | 6  | 2  | 7 | 9 | 6   | -1  | Médaille d'argent |  |          |
| 2015  | Suède     | Championnat du monde                 | 8  | 2  | 4 | 6 | 6   | 0   | 5e place          |  |          |
| 2017  | Suède     | Championnat du monde                 | 10 | 5  | 2 | 7 | 10  | +4  | Médaille d'or     |  |          |
| 2019  | Suède     | Championnat du monde                 | 8  | 1  | 5 | 6 | 2   | +2  | 5e place          |  |          |
| 2025  | Suède     | Confrontation des 4 nations          | 3  | 0  | 0 | 0 | 2   | -2  | 3e place          |  |          |

## Trophées et honneurs personnels
- 2012 : nommé meilleur attaquant en J20 SuperElit
- 2019 : remporte le Trophée viking

### Ligue nationale de hockey
- 2023-2024 : participe au 68e Match des étoiles